# Le Portrait ovale
 (octobre 2023).
Le Portrait ovale  (titre original : The Oval Portrait) est une micro-nouvelle fantastique écrite par Edgar Allan Poe en 1842, traduite en français par Charles Baudelaire en 1857.
Cette nouvelle, qui fait partie des Nouvelles histoires extraordinaires, est une des plus courtes écrites par Edgar Allan Poe : elle ne fait que deux pages dans la publication initiale. Poe avait d’abord publié son texte dans le Graham’s Magazine, en 1842. La nouvelle, alors un peu plus longue, était intitulée « Life in Death ».

## Résumé
Un homme blessé et son domestique s'installent pour une nuit dans un château étrange et abandonné des Apennins. La nuit, alors que le maître ne trouve pas le sommeil, il contemple les tableaux exposés dans sa chambre, tout en lisant le volume trouvé sur son oreiller contenant l'analyse de ces toiles.
Quelques heures plus tard, le narrateur se penche pour déplacer le candélabre qui l'éclaire, un rai de lumière éclaire alors un tableau au réalisme saisissant qu'il n'avait pas remarqué.
Le tableau représente une jeune fille presque devenue femme . Le tableau est peint avec tellement de virtuosité et tellement d'ardeur que la jeune fille paraît vivante, ce qui frappe le narrateur. Après avoir passé plus d'une heure à contempler le tableau, l'homme lit l'analyse de ce portrait dans le recueil.
Le reste de la nouvelle est un extrait de ce volume qui raconte l'histoire du tableau.
La jeune fille était une personne d'une rare beauté qui épousa un peintre, qui était passionné par son art, ce qui la rendit malheureuse.
Un jour, le peintre décida de faire un portrait d'elle, ce qu'elle n'osa refuser. A mesure que les semaines passaient, le tableau était de plus en plus abouti et le peintre, sans remarquer que son épouse allait de plus en plus mal, après des heures passées dans la tour où il la peignait, était de plus en plus absorbé par son travail. Ce travail intensif rendit le peintre fou. Le jour où le tableau fut achevé, le peintre se rendit compte que son tableau était une priorité pour lui, sans penser aux besoins de sa femme, elle était morte après avoir donné vie au tableau.